# Fresno de Caracena
Fresno de Caracena – gmina w Hiszpanii, w prowincji Soria, w Kastylii i León, o powierzchni 16,78 km². W 2011 roku gmina liczyła 29 mieszkańców.